# Lasiommata
Lasiommata — рід денних метеликів родини сонцевиків (Nymphalidae).

## Опис
Зовнішній край крил округлий. Задні крила на нижній стороні в дискальній області з ламаними темними перев'язами, забарвлені в сірі тони зі строкатою структурою. Андроконіальні поля у самців добре помітні. Вусики з головчатою булавою. В основі передніх крил помітно роздута костальна жилка, жилка центрального осередку роздута слабо.

## Види
- Lasiommata adrastoides (Bienert, [1870])
- Lasiommata felix (Warnecke, 1929)
- Lasiommata hefengana Chou & Zhang, 1994
- Lasiommata hindukushica (Wyatt & Omoto, 1966)
- Lasiommata kasumi Yoshino, 1995
- Lasiommata maderakal (Guérin-Méneville, 1849)
- Lasiommata maera (Linnaeus, 1758) — осадець великий
- Lasiommata maerula C. & R. Felder, [1867]
- Lasiommata majuscula (Leech, [1892])
- Lasiommata meadewaldoi (Rothschild, 1917)
- Lasiommata megera (Linnaeus, 1767)[1] — осадець Мегера
- Lasiommata menava Moore, 1865
- Lasiommata minuscula (Oberthür, 1923)
- Lasiommata paramegaera (Hübner, 1824)
- Lasiommata petropolitana (Fabricius, 1787)
- Lasiommata schakra (Kollar, [1844])